# Acineta sulcata
Acineta sulcata är en orkidéart som beskrevs av Heinrich Gustav Reichenbach. Acineta sulcata ingår i släktet Acineta och familjen orkidéer. Inga underarter finns listade i Catalogue of Life.